# Peças de Ager
As peças de Ager são um conjunto de peças de xadrez medievais de desenho abstrato, fabricadas em cristal que teriam pertencido ao conde de Arnau Mir de Tost de Urgel, da cidade de Àger. Ermessenda de Urgel, a viúva do conde, deixou as peças em seu testamento para a Igreja de Santo Egídio da região no ano de 1058. Das 96 peças originais de 1071, apenas 44 restaram cinco séculos depois. Estas são as peças mais antigas encontradas na Europa, embora o formato abstrato indique a influência árabe. O Rei é representado por somente um trono e o fers, antecessor da Dama, por um trono ligeiramente menor. O material de fabricação, rochas cristalinas, indica claramente a origem estrangeira uma vez que esculturas deste tipo são consideradas de fabricação egípcia.

## Galeria de imagens

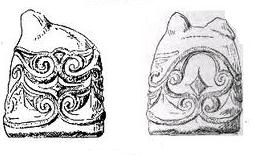
Cavalo.
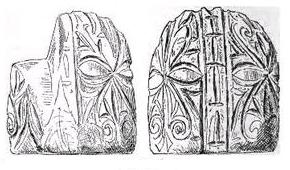
Firz, antecessor da Dama.
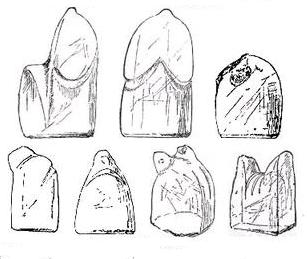
Peão.
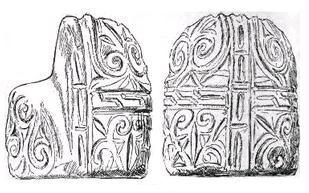
Rei.
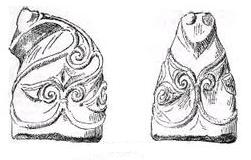
Elefante, antecessor do Bispo.
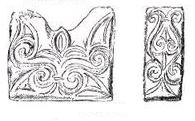
Torre.